# Отряд специального назначения (телесериал)
«Отряд специального назначения» — советский пятисерийный художественный фильм о войне, экранизация повести Дмитрия Медведева «Это было под Ровно» (в поздней редакции — «Сильные духом») о разведчике Николае Кузнецове.

## Сюжет
Идёт июнь 1942 года. К заброске в район города Ровно НКВД готовит партизанский отряд полковника Дмитрия Медведева. Вместе с отрядом Медведева должен лететь и разведчик Николай Кузнецов. Отряд забрасывается несколькими группами в разные дни, и не все попадают по назначению. Первая группа ошибочно выброшена в безлесной местности в нескольких сотнях километров от цели — и погибла. Вторая группа тоже выброшена не там, где следовало, но она уцелела и позднее соединится с основными силами. В третьей группе отправляются Медведев и Кузнецов. Третья группа прибывает на место благополучно.
Осенью 1942 года Кузнецов под видом немецкого офицера должен первый раз появиться в Ровно…

## В ролях
- Александр Михайлов — разведчик Николай Кузнецов (Грачёв), обер-лейтенант (позже гауптман) Пауль Зиберт
- Мирдза Мартинсоне — Лидия Лисовская
- Юрий Гребенщиков — полковник Дмитрий Медведев
- Михаил Жигалов — генерал-лейтенант (Аллюзия на Судоплатова)
- Анатолий Котенёв — Ян Каминский
- Наталья Михеева — Валя Довгер (в титрах Наталья Тагиева)
- Юрий Кузнецов — Сергей Трофимович Стехов, комиссар отряда
- Юрий Жук — Александр Александрович Лукин, подполковник
- Улдис Лиелдидж — Петер Кристиан Краузе, гауптштурмфюрер СС
- Анатолий Лукьяненко — Иван Белов
- Олег Корчиков — предатель Наумов (в книге — Науменко)
- Борис Клюев — Мартин фон Геттель
- Ромуалдс Анцанс — Ульрих фон Ортель
- Виктор Степанов — генерал фон Ильген
- Владимир Олексеенко — сторож
- Николай Сектименко — лейтенант Борис Крутиков
- Лариса Шахворостова (Тотунова) — Майя Микота
- Валентин Голубенко — партизан
- Юрий Рудченко — бандеровец
- Александр Лебедев — часовой

Закадровый текст читает Иван Краско.

## Интересный факт
- В 1 серии рассказывается, что при содействии германской разведки в 1938 году был убит Евгений Коновалец, член и руководитель ОУН. На самом деле его убил Павел Судоплатов, сотрудник  НКВД СССР, подарив Коновальцу коробку конфет, начинёных взрывчаткой. В фильме о причастности Судоплатова к покушению на Коновальца не упоминается, поскольку он на момент выхода фильма в 1987 году ещё не был реабилитирован: реабилитация произошла лишь в 1992 году.
- В 4 серии сериала, в одном из эпизодов звучит фрагмент мелодии из 9 выпуска мультфильма «Ну, погоди!», в сцене с цирковыми медведями. В этой же 4 серии, звучит германский марш «Westerwald», исполненный оркестром и хором Бундесвера.
- В  5 серии члены ОУН в 1944 г. читают в газете новость о назначении на должность командующего маркиза Маэды (который в реальности был назначен в 1942 г. и в том же году погиб).